# Pithali
El Pithali o Mənda (también conocido como Milli Bhaat y Milani) es un plato tradicional salado originario del distrito de Yamalpur, en la división de Mymensingh, Bangladesh. Se prepara con mayor frecuencia en ocasiones religiosas y sociales, como bodas, aqiqah y milads. Este plato tiene un gran significado cultural en la región y a menudo se considera un símbolo de la identidad culinaria de Jamalpur. Según el Dhaka Tribune, el pithali se considera el plato insignia de Jamalpur y sigue siendo muy popular tanto en entornos urbanos como rurales.

## Ingredientes y preparación
Los ingredientes principales incluyen carne de res con hueso, papas, cebolla, ajo y una mezcla de especias molidas como cúrcuma, comino, cardamomo y canela. En algunos hogares también existen variantes con camarones o vegetales. Antes de servir, se suele añadir cebolla frita y comino tostado molido para darle sabor y aroma. El pithali se suele disfrutar con arroz cocido caliente.

## Terminología local y variantes
Aunque "Pithali" y Mənda son los términos más comunes, se utilizan nombres alternativos como Milli y Mindali en diferentes partes de Jamalpur, según los dialectos locales o de los hogares. A pesar de la similitud fonética del nombre con "pitha" (que suele referirse a los pasteles de arroz dulces en la cocina bengalí), Pithali es un plato completamente salado.

## Contexto cultural e histórico
Se cree que el pithali ha sido popular en la región desde al menos el siglo XVIII, aunque su origen preciso no está documentado. Algunos historiadores culinarios sugieren que el plato pudo haber evolucionado mediante adaptaciones regionales durante el período colonial británico. Hoy en día, sigue siendo un elemento importante de la cultura gastronómica local y se transmite de generación en generación, especialmente en Jamalpur Sadar y zonas vecinas.